# プロテイナーゼK
プロテイナーゼK（英: proteinase K）は、広い切断特異性を持つセリンプロテアーゼの一種である。1974年に、菌類Engyodontium album（旧名：Tritirachium album）の抽出液から発見された。天然のケラチン（keratin、髪の毛）を消化する能力を有するので、「プロテイナーゼK」と名付けられた。主要な切断部位は、脂肪族アミノ酸や芳香族アミノ酸のカルボキシル基側のペプチド結合である。その基質特異性の広さから、広く用いられている。別名として、プロテアーゼK（英: protease K）またはエンドペプチダーゼK（英: endopeptidase K）とも呼ばれる。
分子生物学の分野においてプロテイナーゼKは、タンパク質を消化することにより核酸の調合液から汚染物を除去するために広く用いられている。核酸調合液にプロテイナーゼKを加えると、核酸を分解するヌクレアーゼを即座に不活化することができる。これを行わないと、核酸の精製中にヌクレアーゼが核酸であるDNAやRNAを分解してしまう。プロテイナーゼKはこの応用によく適している。この理由は、プロテイナーゼKはドデシル硫酸ナトリウム（SDS）や尿素などの変性剤、EDTAやスルフヒドリル試薬などのキレート剤、さらにはトリプシン阻害薬やキモトリプシン阻害薬の存在下でもプロテアーゼとしての活性を失うことがないことによる。プロテイナーゼKは4～12という広い範囲のpHで安定であり、その最適pHは7.5～12である。
プロテイナーゼKの天然タンパク質に対する酵素活性は、SDSなどの変性剤により促進される。これとは対照的に、ペプチド基質を用いて酵素活性を計測してみると、プロテイナーゼKの活性は変性剤により阻害される。一見矛盾したこの2つの現象は、基質となるタンパク質が変性剤により変性したためプロテイナーゼKの活性部位に届きやすくなった、として説明されている。